# London (Texas)
London è una comunità non incorporata della contea di Kimble, Texas, Stati Uniti. Secondo l'Handbook of Texas, la comunità aveva una popolazione stimata di 180 abitanti nel 2000.

## Geografia fisica

### Territorio
London è situata a circa 18 miglia a nord-est di Junction lungo la U.S. Highway 377 nel nord-est della contea di Kimble, all'estremità meridionale della FM 1221.

### Clima
Il clima in quest'area è caratterizzato da estati calde e umide e inverni generalmente miti o freddi. Secondo il sistema di classificazione dei climi di Köppen, London ha un clima subtropicale umido, abbreviato "Cfa" sulle mappe climatiche.

## Storia
Len L. Lewis, un commerciante di cavalli ed ex ufficiale dell'Esercito dell'Unione, contribuì a fondare la comunità alla fine degli anni 1870 o all'inizio degli anni 1880. Dopo aver sposato una vedova locale, Lewis acquistò una mezza porzione di terreno e procedette con i piani per costruire una città che sperava sarebbe diventata un centro commerciale per la regione. Ed, Tom e Robert Stevenson aprirono un negozio nel 1881 e Lewis progettò il sito della città che comprendeva quaranta lotti e una piazza - sperava che la città sarebbe diventata il capoluogo di una nuova contea. Quando l'ufficio postale venne istituito nel 1882, il sito prese il nome di London.
La comunità continuò a crescere e nel 1896 la popolazione era aumentata fino a circa 100 abitanti. Il numero di residenti era di circa 360 nel 1930. La grande depressione causò un breve declino a London, ma nel 1943 la popolazione era aumentata a 400 abitanti. Negli anni successivi alla seconda guerra mondiale, la comunità subì nuovamente un calo nel numero di persone e imprese. Il punto più basso fu raggiunto nei primi anni 1970, quando solo circa 110 persone vivevano nella comunità. Negli ultimi anni del XX secolo, la popolazione aumentò a circa 180 abitanti.
Sebbene London non sia incorporata, ha un ufficio postale, con lo ZIP code 76854.

## Cultura

### Istruzione
L'educazione pubblica nella comunità di London è fornita dal Junction Independent School District.